# Kazimierz Ładoś
Kazimierz Ładoś (ur. 18 lutego 1877 we Lwowie, zm. 21 sierpnia 1963 w Cieplicach Śląskich) – generał dywizji Wojska Polskiego, kawaler Orderu Virtuti Militari.

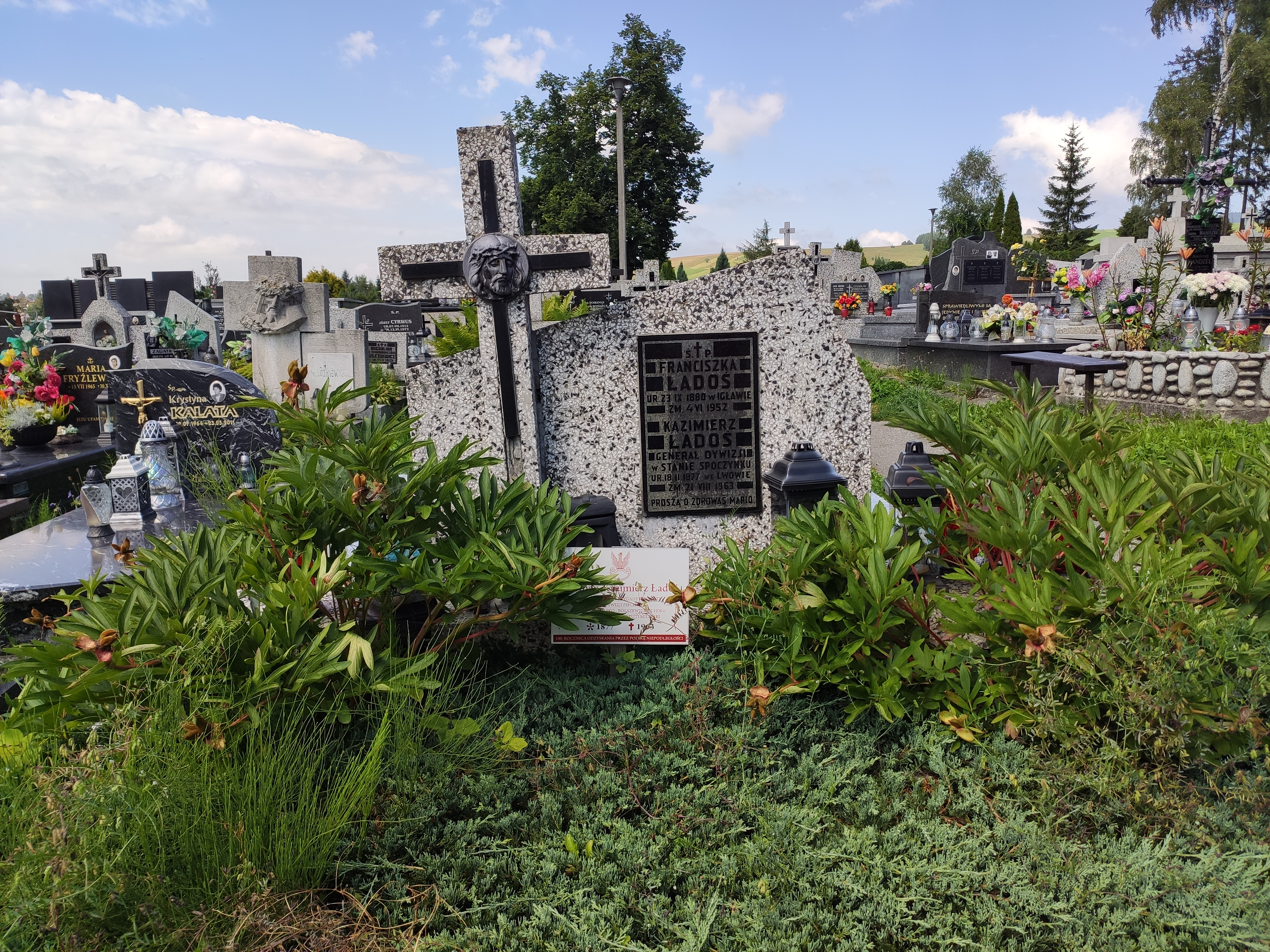
Grób gen. Ładosia i jego żony w Nowym Targu

## Życiorys
W piechocie C. K. Armii został mianowany kadetem z dniem 1 września 1895, następnie na stopień porucznika z dniem 1 listopada 1896, na nadporucznika z dniem 1 listopada 1900. Od początku służył w szeregach 93 Morawskiego pułku piechoty w Ołomuńcu, gdzie od około 1899 do około 1903 był adiutantem batalionu. W latach 1903–1905 był słuchaczem na kursie w Szkole Wojennej w Wiedniu (Terezjańska Akademia Wojskowa w Wiener Neustadt, po ukończeniu której uzyskał tytuł oficera Sztabu Generalnego, po czym od około 1905 ponownie służył w 93 p.p.. Stamtąd jako oficer nadkompletowy od około 1907 do około 1909 przydzielony do Sztabu Generalnego, a dalej służbowo przekazany do użycia w C. K. Obronie Krajowej i skierowany do 45 Dywizji Piechoty w Przemyślu. Potem został awansowany na stopień kapitana z dniem 1 maja 1909. Od tego roku był oficerem 45 pułku piechoty, stacjonującego w Przemyślu (i w Sanoku), w którym od około 1911 pełnił funkcję adiutanta pułku
W czasie I wojny światowej pozostawał oficerem 45 pułku piechoty do 1918. Walczył na froncie rosyjskim, gdzie dostał się do niewoli, z której uciekł. Później walczył na froncie włoskim.
W listopadzie 1918 został przyjęty do Wojska Polskiego. Do lutego 1919 był członkiem Komisji Likwidacyjnej WP w Wiedniu. Od lutego 1919 do kwietnia 1920 sprawował funkcję szefa Oddziału V Sztabu Naczelnego Dowództwa WP. Na froncie bolszewickim od 24 kwietnia do 24 czerwca 1920 był dowódcą XXXVI Brygady Piechoty, a następnie oficerem łącznikowym Naczelnego Wodza i dowódcą Grupy Operacyjnej. Został awansowany na pułkownika 22 maja 1920 i zatwierdzony w stopniu z dniem 1 kwietnia 1920.
Od 6 sierpnia 1920 do maja 1927 dowodził 16 Dywizją Piechoty (na jej czele walczył w manewrze zaczepnym znad Wieprza). W 1922 został mianowany generałem brygady ze starszeństwem z 1 czerwca 1919 w korpusie generałów. 1 grudnia 1924 Prezydent RP Stanisław Wojciechowski na wniosek ministra spraw wojskowych, gen. dyw. Władysława Sikorskiego, awansował go na generała dywizji ze starszeństwem z dniem 15 sierpnia 1924 i 13. lokatą w korpusie generałów. Od 1 grudnia 1924 do 20 sierpnia 1925 był słuchaczem II kursu w Centrum Wyższych Studiów Wojskowych w Warszawie. Podczas przewrotu majowego w 1926 wystąpił po stronie rządowej i stanął na czele Grupy Ożarowskiej, organizując odsiecz dla Warszawy. Akcji zaniechał na wyraźny rozkaz rządu. 7 marca 1927 został zwolniony ze stanowiska dowódcy dywizji, a z dniem 31 maja tego roku przeniesiony w stan spoczynku. Mieszkał w Grudziądzu. W owym czasie pełnił wiele funkcji społecznych, m.in. jako organizator i prezes Koła Szybowcowego oraz przewodniczący Wydziału Wojskowego Funduszu Obrony Narodowej. Był także członkiem rady nadzorczej miejscowego browaru „Kuntersztyn”.
We wrześniu 1939 zameldował się do służby. Formalnie został przydzielony do sztabu Armii „Pomorze” na doradcę gen. W. Bortnowskiego, ale wobec beznadziejnego położenia armii nie odegrał żadnej roli. Po kampanii wrześniowej przedostał się do Francji. Od września 1939 do stycznia 1940 był przewodniczącym Wojskowego Trybunału Orzekającego w Paryżu. Od 19 sierpnia 1940, po ewakuacji do Anglii, przebywał w Stacji Zbornej Oficerów Rothesay. 2 stycznia 1942 otrzymał status generała w stanie nieczynnym.
W listopadzie 1946 wrócił do Polski. Początkowo mieszkał w Cieplicach, a następnie w Szczawnicy. Pracował w Funduszu Wczasów Pracowniczych. Zmarł 21 sierpnia 1963 w Cieplicach Śląskich. Został pochowany w Nowym Targu.
Był przyrodnim bratem Aleksandra Ładosia. W 1906 zawarł związek małżeński z Franciszką Kafką de Siettheim, z którą miał troje dzieci: Jana (1906–2005), Konrada (ur. 1908) i Karolinę (ur. 1910).

## Ordery i odznaczenia
- Krzyż Srebrny Orderu Wojskowego Virtuti Militari nr 5283 – 24 marca 1922[40]
- Krzyż Walecznych (przed 1923)[41]
- Złoty Krzyż Zasługi (23 kwietnia 1938)[42]
- Złota Odznaka Honorowa Ligi Obrony Powietrznej i Przeciwgazowej[43]

austro-węgierskie
- Krzyż Zasługi Wojskowej 3 klasy z dekoracją wojenną (przed 1916)[27] i z mieczami (przed 1918)[29]
- Brązowy Medal Jubileuszowy Pamiątkowy dla Sił Zbrojnych i Żandarmerii (przed 1900)[8]
- Krzyż Jubileuszowy dla Cywilnych Funkcjonariuszów Państwowych (przed 1909)[18]
- Krzyż Pamiątkowy Mobilizacji 1912–1913 (przed 1914)[26]